# 그렌헨

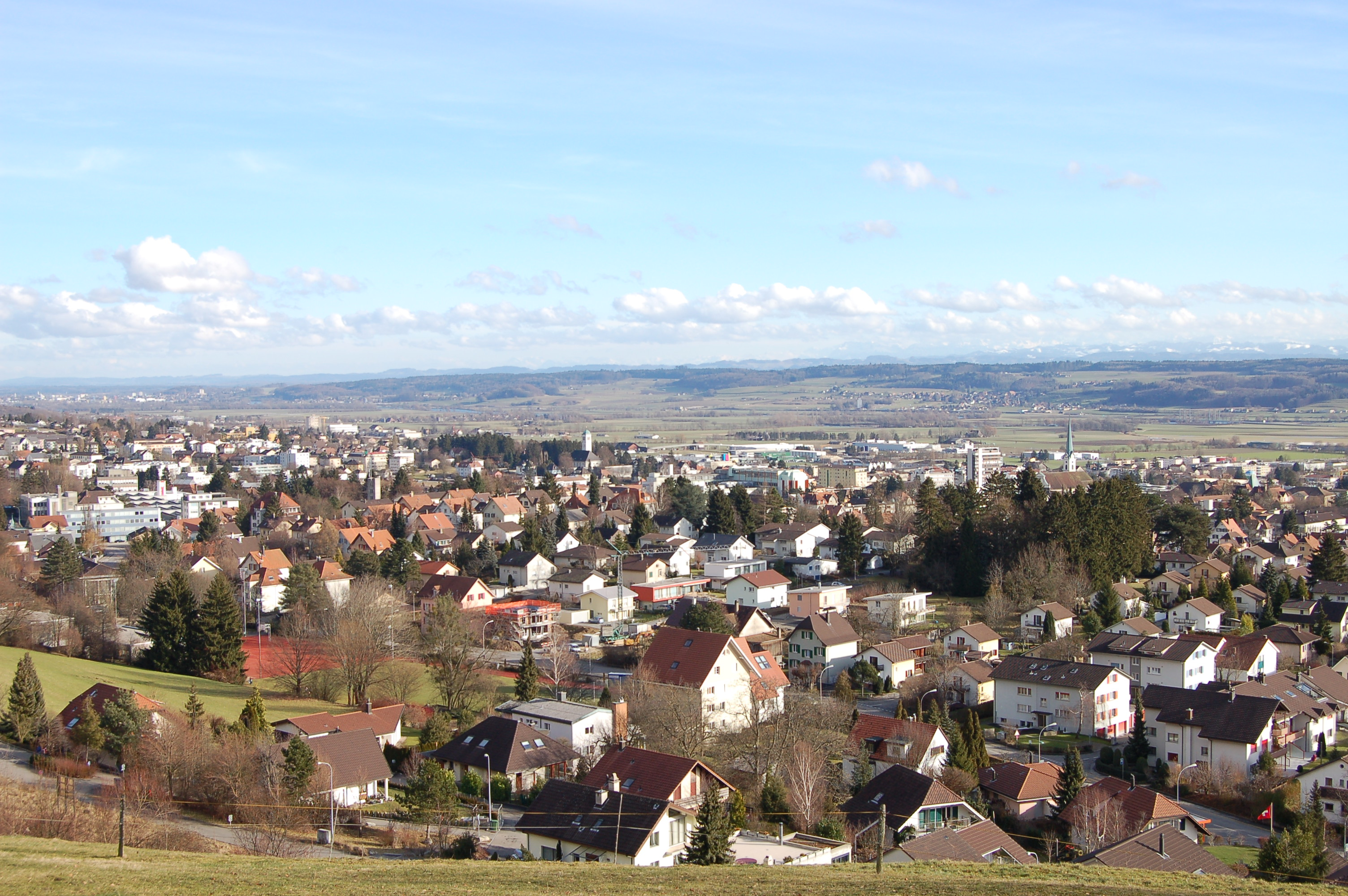
그렌헨

그렌헨(독일어: Grenchen, 프랑스어: Granges 그랑주[*])은 스위스 졸로투른주에 위치한 도시로 면적은 26.01km2, 높이는 451m, 인구는 16,741명(2015년 12월 기준), 인구 밀도는 640명/km2이다.
쥐라산맥 기슭에 위치한다. 졸로투른과 빌/비엔 사이에 위치하며 베른에서 북쪽으로 약 25km 정도 떨어진 곳에 위치한다. 150년이 넘는 역사를 가진 시계 산업으로 유명한 곳이다.

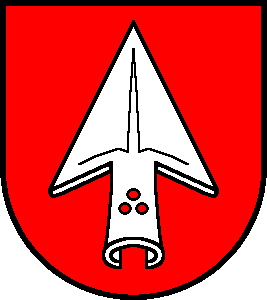
시 문장

## 자매 도시
- 독일 네카르줄름
- 프랑스 셀레스타